# La habitación roja (cuento)
La habitación roja (titulado originalmente en inglés: The Red Room) o El fantasma del miedo (en inglés: The Ghost of Fear) es un cuento de terror escrito por H. G. Wells en 1894. Fue publicado por primera vez en la edición de marzo de 1896 de la revista The Idler.

## Trama
La historia se centra en un protagonista anónimo que decide pasar la noche en el remoto castillo Lorraine. El narrador pretende descansar en una habitación que se dice está embrujada, en un intento por refutar las diversas leyendas que la rodean. A pesar de las vagas advertencias inquietantes de los tres guardianes que residen allí («¡esta noche de todas las noches!», el narrador ingresa a la habitación roja para iniciar su noche de vigilia.